# Пірасес
Пірасес (ісп. Piracés, араг. Pirazés) — муніципалітет в Іспанії, у складі автономної спільноти Арагон, у провінції Уеска. Населення — 96 осіб (2009).
Муніципалітет розташований на відстані близько 330 км на північний схід від Мадрида, 16 км на південний схід від Уески.

## Демографія
Динаміка населення (INE ):